# محمد بن القاسم (وزير)
محمد بن القاسم كان مسؤولًا في الخلافة العباسية وشغل منصب الوزير لفترة وجيزة في (تموز-تشرين الأول 933) في عهد الخليفة العباسي القاهر (حكم 932-934). كان ينحدر من عائلة عربية مسيحية عمن أصل نسطوري خدمت في بيروقراطية الخلافة منذ أواخر العصر الأموي، وكان ابنًا وحفيدًا وأخًا للوزراء.